# Jonas Petri Nericius
Jonas Petri Nericius, död 1611 i Skänninge, var en svensk präst i Skänninge församling.

## Biografi
Nericius var hovpredikant och siste biktfader hos Johan III. 1592 blev han prost och kyrkoherde i Skänninge församling. 1593 skrev han under Uppsala möte. Nericius avled 1611 i Skänninge.
Nericius deltog i riksdagsbeslutet vid riksdagen 1595, Söderköping och Vadstenas riksdagsbeslut 25 juni 1598.

### Familj
Nericius var gift och fick sonen Zacharias Jonæ. Han kom att bli komminister i Bjälbo församling.